# 헬무트 로슈
헬무트 로슈(독일어: Helmut Losch, 1947년 10월 12일 ~ 2005년 1월 10일)는 1970년대부터 세계 클래스 동독의 역도 선수였다.
메클렌부르크포어포메른 주 바르트에서 태어나 슈트랄준트에서 사망하였다.
로슈는 1972년 뮌헨 올림픽에 처음 나가 헤비급 종목에서 4위를 하였다. 4년 후, 몬트리올 올림픽에서는 최중량급 부문에서 동메달을 획득하였다.